# Anticlimax
L'anticlìmax, o gradazione negativa, è una figura retorica che consiste in un elenco di termini o locuzioni con un susseguirsi di intensità negativa.
Nel moderno umorismo l'anticlimax è la forma di battuta ricavata dall'accostamento di un elemento alto, nobile e universale a uno basso, prosaico e particolare:
(Woody Allen)
Forse il più alto esempio di anticlimax nella letteratura occidentale è dato dal verso del celeberrimo monologo dell'"Amleto" di William Shakespeare, "To die, to sleep, perchance to dream" (Morire, dormire, forse sognare).